# 丁氏故宅
37°39′03″N 120°31′23″E / 37.65083°N 120.52306°E
丁氏故宅位于中国山东省龙口市黄城西大街，是“丁百万”家族西悦来支系的宅第。1996年被列为第四批全国重点文物保护单位。
“丁百万”家族发迹于清乾隆年间，曾为山东首富。丁氏故宅占地15000平方米，建筑面积48平方米，由爱福堂、履素堂、保素堂、崇俭堂四个大院和一个花园组成，共有房屋55栋，均为砖木结构，硬山顶。